# Roy E. Ayers
Roy Elmer Ayers (9 de novembro de 1882 - 23 de maio de 1955) foi um político Democrata.
Ele nasceu em uma fazenda perto de Lewistown, frequentou as escolas rurais de Lewistown High School, foi graduado pela Faculdade de Direito da Universidade de Valparaíso; serviu como advogado de Fergus County, Montana (1905-1909), membro do Conselho da Educação de Montana (1908-1912), juiz do décimo distrito judicial de Montana (1913-1921) e juiz associado da suprema corte estadual de janeiro de 1922 até sua renúncia em 22 de novembro de 1922, quando ele retomou a clínica privada do direito de Lewistown. Durante a Primeira Guerra Mundial Ayers atuou como presidente do conselho do condado de Fergus. Ayers foi um delegado à Convenção Nacional Democrata em 1920 e 1940 e 1906-1940 para cada Estado Democrático Convenção.
Ayers foi eleito para a Câmara dos Deputados de Montana e serviu de 4 de março de 1933 a 3 de janeiro de 1937. Ele foi o 11 º governador de Montana de 4 de janeiro de 1937 a 6 de janeiro de 1941.